# ワンパス・ベビー・スターズ
ワンパス・ベビー・スターズ（WAMPAS Baby Stars）は、アメリカ合衆国の Western Association of Motion Picture Advertisers（WAMPAS）がスポンサーを務めた、プロモーション・キャンペーンである。
このキャンペーンは毎年、映画スターの座を約束された若い女優13名（1932年のみ25名）を表彰するものであり、1922年から34年にかけて実施された。

## 概要
1922年に始まったワンパス・ベイビースターズは、大手映画スタジオ主導の元で、毎年広報担当者が映画スターになれそうな若手女優を選出するキャンペーンである。受賞者は "WAMPAS Frolic"と呼ばれるパーティーに招待され、多くの報道陣から取材を受けることになっている。1930年と33年は独立系映画スタジオの妨害によって開催が見送られた 。
1934年に再開されたときは、スタジオに所属している女優だけでなく、無所属の女優も選出の対象にされた
1935年、主催者であるWestern Association of Motion Picture Advertisers 解散に伴い、キャンペーンは終了した。
1932年のワンパス・ベイビースターズの一人である、ジンジャー・ロジャーズは、1956年に次代のワンパス・ベイビースターズを選出しようと提案したが、主催団体が現存しないため却下された。
それでも、この次世代版ワンパス・ベイビースターズにあたる選出は行われ、以下の15名の女優が選出された。
- フィリス・アップルゲート、Roxanne Arlen, ジョリーン・ブランド（英語版）, Donna Cooke, バーバラ・ハフマン（現：バーバラ・イーデン）, Jewell Lain, バーバラ・マルクス（Barbara Marx）[注 1], Lita Milan, Norma Nilsson, Ina Poindexter, Violet Rensin, ドーン・リチャード、デルフィン・サーズデイ(Delfin Thursday)

## 各年のワンパス・ベイビースターズ
- 1922年: マリオン・アイエ（英語版）, ヘレン・ファーガソン, ライラ・リー, ジャクリーヌ・ローガン, ルイーズ・ロレイン（英語版）, ベッシー・ラヴ, キャスリン・マクガイア, パッツィ・ルース・ミラー, コリーン・ムーア, メアリー・フィルビン, ポーリン・スターク, ロイス・ウィルソン, クレア・ウィンザー
- 1923年: エリナー・ボードマン, イヴリン・ブレント,ドロシー・デボア（英語版）,バージニア・ブラウン・フェアー（英語版）,ベティ・フランシスコ（英語版）,ポーリン・ギャロン（英語版）,キャスリーン・キー（英語版）, ローラ・ラ・プラント,マーガレット・リーヒー（英語版）, ヘレン・リンチ,デレリーズ・パーデュー（英語版）,ジョビナ・ラルストン（英語版）,エセル・シャノン（英語版）
- 1924: クララ・ボウ, エリノア・フェアー（英語版）,カーメリタ・ジェラティ（英語版）, グロリア・グレイ（英語版）,ルース・ハイアット（英語版）,ジュランヌ・ジョンストン（英語版）, ヘイゼル・キーナー（英語版）,ドロシー・マッケイル（英語版）, ブランシュ・メハフィー（英語版）,マーガレット・モリス（英語版）,マリアン・ニクソン（英語版）,ルシル・リクセン（英語版）, アルバータ・ヴォーン（英語版）
- 1925: ベティー・アーレン（英語版）,バイオレット・ラ・プラント（英語版）,オリーヴ・ボーデン（英語版）,アン・コーンウォール（英語版）,エナ・グレゴリー（英語版）,マデリーン・ハーロック（英語版）,ナタリー・ジョイス（英語版）, ジューン・マーロウ, ジョーン・クロフォード,イヴリン・ピアース（英語版）,ドロシー・レヴィア（英語版）,デュエイン・トンプソン （英語版）, ローラ・トッド
- 1926: メアリー・アスター,メリー・ブライアン（英語版）,ジョイス・コンプトン（英語版）, ドロレス・コステロ, ジョーン・クロフォード ,マーセリン・デイ（英語版）, ドロレス・デル・リオ, ジャネット・ゲイナー,サリー・ロング（英語版）, エドナ・マリオン（英語版）,サリー・オニール（英語版）,ベラ・レイノルズ（英語版）, フェイ・レイ
- 1927:パトリシア・エイヴリー（英語版）,リタ・カリュー（英語版）, ヘレン・コステロ,バーバラ・ケント（英語版）, ナタリー・キングストン ,フランシズ・リー（英語版）, メアリー・マカリスター, グラディス・マッコネル（英語版）,サリー・フィップス（英語版）,サリー・ランド, マーサ・スリーパー（英語版）,アイリス・スチュアート （英語版）,アダマエ・ヴォーン（英語版）
- 1928:リナ・バスケット（英語版）,フローラ・ブラムリー（英語版）,スー・キャロル（英語版）,アン・クリスティー（英語版）,ジューン・コリアー（英語版）,アリス・デイ（英語版）,サリー・アイラース（英語版）,オードリー・フェリス（英語版）,ドロシー・ガリヴァー （英語版）, グウェン・リー,モリー・オデイ（英語版）,ルース・テイラー, ルーペ・ヴェレス
- 1929: ジーン・アーサー, サリー・ブレーン,ベティー・ボイド （英語版）,エスリン・クレア（英語版）,ドリス・ドーソン （英語版）,ジョセフィン・ダン（英語版）,ヘレン・フォスター（英語版）,ドリス・ヒル（英語版）,キャリル・リンカーン（英語版）,アニタ・ペイジ,モナ・リコ（英語版）, ヘレン・トゥエルブトゥリーズ（英語版）, ロレッタ・ヤング
- 1930: (開催せず)
- 1931: ジョーン・ブロンデル,コンスタンス・カミングス（英語版）,フランセス・デイド（英語版）,フランシス・ディー （英語版）, シドニー・フォックス,ロシェル・ハドソン（英語版）, アニタ・ルイーズ,ジョアン・マーシュ（英語版）, マリアン・マーシュ,カレン・モーリー（英語版）,マリオン・シリング（英語版）,バーバラ・ウィークス（英語版）, ジュディス・ウッド,
- 1932:ロナ・アンドレ（英語版）、リリアン・ボンド, メアリー・カーライル , パトリシア・エリス,ルース・ホール（英語版）,エリナー・ホルム（英語版）, エヴァリン・ナップ,ドロシー・レイトン（英語版）,ブーツ・マロリー（英語版）,トシア・モリ（森俊惠）, ジンジャー・ロジャース,マリアン・ショックリー（英語版）, グロリア・スチュアート, ドロシー・ウィルソン, ジューン・クライド（英語版）
- 1933: (開催せず)
- 1934: ジュディス・アーレン（英語版）, ベティー・ブリソン(Betty Bryson),ジーン・カーメン（英語版）,ヘレン・コーハン（英語版）, ドロシー・ドレイク,ジーン・ゲイル,ヘイゼル・ヘイズ（英語版）,アン・ホヴェイ（英語版）,ルシル・ランド（英語版）, ル・アン・メレディス（英語版）,ジジ・パリッシュ（英語版）, ジャクリーン・ウェルズ（英語版）, キャサリン・ウィリアムズ 、ナオミ・ジャッジ(Neoma Judge.)